# Mittenwalder Höhenweg

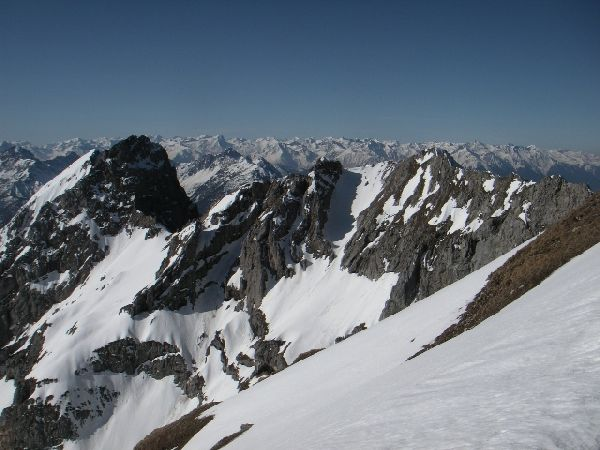
Teilabschnitt des Mittenwalder Höhenwegs von der Linderspitze (rechts) zur Sulzleklammspitze (links)

Der Mittenwalder Höhenweg, auch Mittenwalder Klettersteig genannt, beginnt nahe der Bergstation der Karwendelbahn unterhalb der Westlichen Karwendelspitze auf 2385 m ü. A. in der Nördlichen Karwendelkette im Karwendel. Zum Einstieg umrundet man die Karwendelgrube zum Beginn des Klettersteigs bei der Nördlichen Linderspitze (2372 m ü. A.). Alternativ wird oft das erste Teilstück des Heinrich-Noe-Wegs begangen, da dieses erheblich einfacher zu begehen ist. Über mehrere Gipfel führt der Klettersteig zum Brunnsteinanger (2086 m ü. A.) und zur nahen Tiroler Hütte (2153 m ü. A.). Hier beginnt der Abstieg zur bewirtschafteten Brunnsteinhütte und weiter zum Hoffeld, über das man nach Mittenwald zurückkommt. Die Tiroler Hütte steht etwas abseits, höher und bereits auf österreichischer Seite. Alternativ kann man von hier nach Scharnitz absteigen.

## Schwierigkeit
Der Hauptteil des Weges kann in vier Stunden begangen werden, für die gesamte Tour sollte ein ganzer Tag eingeplant werden. Ein zeitiger Aufbruch im Sommer ist ratsam, um Gewittern zu entgehen.
Der Klettersteig ist allgemein nicht als technisch schwierig anzusehen, Schwindelfreiheit, Trittsicherheit, alpine Erfahrung sowie Klettersteigausrüstung sind dennoch Voraussetzung. In den ausgesetzten Stellen gibt es eine Vielzahl an Leitern und Drahtseilsicherungen. Im Notfall bietet eine Biwakschachtel unterhalb der Sulzleklammspitze (2321 m ü. A.) Schutz vor Unwettern. Die nach dieser Biwakschachtel kommende Querung unterhalb der Sulzleklammspitze ist sehr steinschlaggefährdet. Helm und Gurt sind hier unbedingt zu empfehlen.
Solange noch Schnee liegt, ist der Mittenwalder Höhenweg eine sehr anspruchsvolle und gefährliche Tour. Aktuelle Angaben über die Schneelage können von der Karwendelbahn oder dem Hüttenwirt der Brunnsteinhütte erfragt werden.